# Нёргор, Кристиан
Кристиан Терс Нёргор (дат. Christian Thers Nørgaard; род. 10 марта 1994[…], Копенгаген) — датский футболист, полузащитник клуба «Арсенал». Игрок сборной Дании. Полуфиналист чемпионата Европы 2020 года.

## Клубная карьера

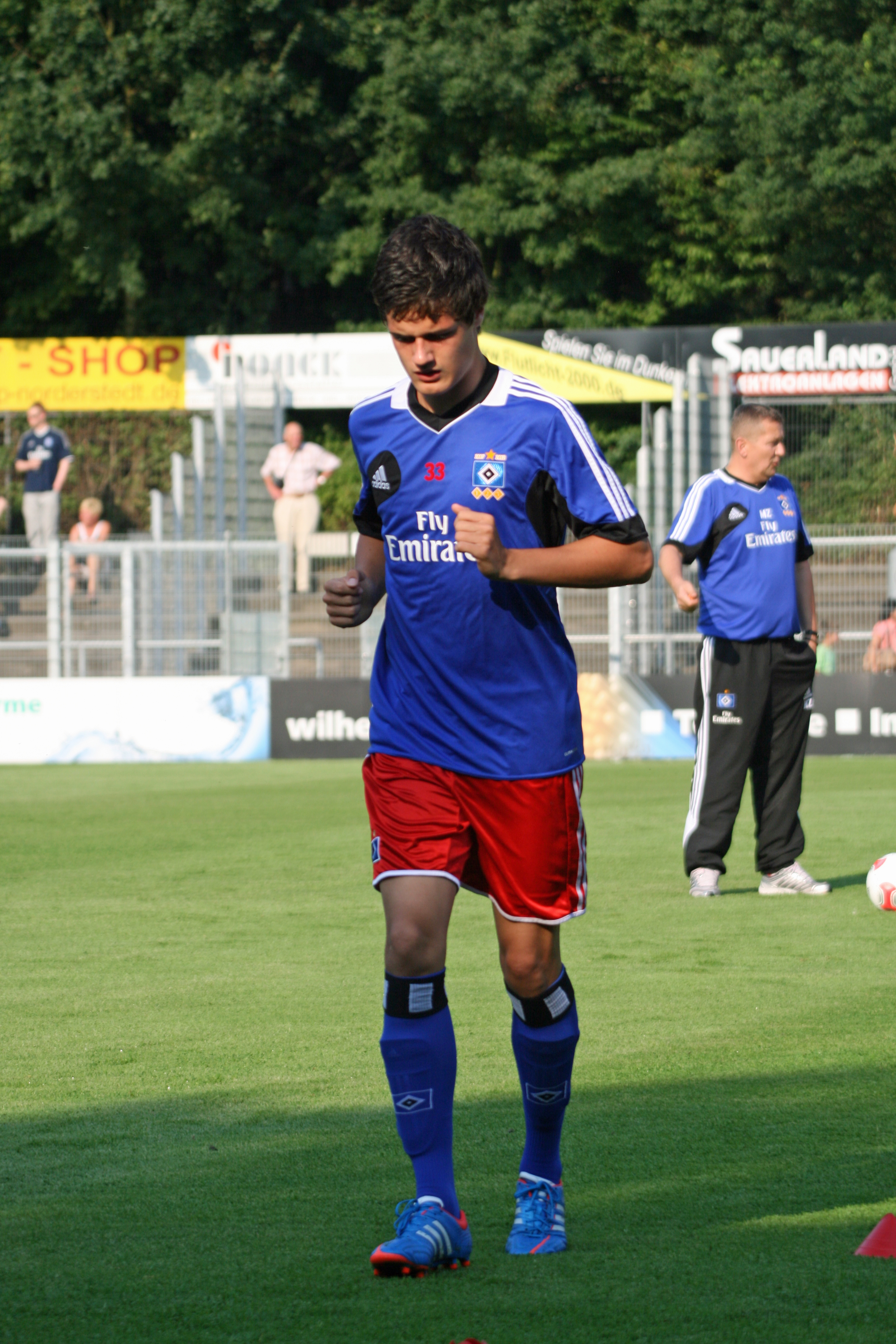
Нёргор в составе молодёжного состава «Гамбурга»

Нёргор — воспитанник клуба «Люнгбю». 20 ноября 2011 года в матче против «ХБ Кёге» он дебютировал в датской Суперлиге. В 2012 году Кристиан перешёл в немецкий «Гамбург», заключив контракт на три с половиной года. Сумма трансфера составила 400 тыс. евро. В новом клубе смог дебютировать за основную команды, выступая за дублирующий и молодёжные составы.
Летом 2013 года Нёргор вернулся на родину, подписав контракт с «Брондбю» на четыре года. Сумма трансфера составила 360 тыс. евро. 22 сентября в матче против «Орхуса» он дебютировал за новую команду. 22 марта 2015 года в поединке против «Вестшелланна» Кристиан забил свой первый гол за «Брондбю». Спустя месяц в ответном матче он сделал «дубль».
Летом 2018 года Нёргор перешёл в итальянскую «Фиорентину». Сумма трансфера составила 3,5 млн евро.
28 мая 2019 года подписал контракт с «Брентфордом».
10 июля 2025 года подписал двухлетний контракт лондонским «Арсеналом» на сумму 10 млн фунтов стерлингов с возможностью получения дополнительных выплат в размере 5 млн фунтов стерлингов в зависимости от результатов его игры
.

## Карьера в сборной
В 2011 году Нёргор в составе юношеской сборной Дании принял участие в юношеском чемпионате мира в Мексике. На турнире он сыграл в матчах против команд Бразилии, Кот-д’Ивуара и Австралии.
В 2015 году в составе молодёжной сборной Дании Кристиан принял участие в молодёжном чемпионате Европы в Чехии. На турнире он сыграл в матчах против Сербии и Германии.
В 2017 году в составе молодёжной сборной Дании Нёргор принял участие в молодёжном чемпионате Европы в Польше. На турнире он сыграл в матчах против команд Италии, Германии и Чехии.
14 ноября 2022 года был включён в официальную заявку сборной Дании для участия в матчах чемпионата мира 2022 года в Катаре.

## Статистика

### Матчи Нёргора за сборную Дании
| Матчи Нёргора за сборную Дании | Матчи Нёргора за сборную Дании | Матчи Нёргора за сборную Дании | Матчи Нёргора за сборную Дании | Матчи Нёргора за сборную Дании | Матчи Нёргора за сборную Дании |
| ------------------------------ | ------------------------------ | ------------------------------ | ------------------------------ | ------------------------------ | ------------------------------ |
| №                              | Дата                           | Соперник                       | Счёт                           | Голы Нёргора                   | Соревнование                   |
| 1                              | 8 сентября 2020                | Англия                         | 0:0                            | —                              | Лига наций УЕФА 2020/2021      |
| 2                              | 25 марта 2021                  | Израиль                        | 2:0                            | —                              | Чемпионат мира 2022 (отбор)    |
| 3                              | 28 марта 2021                  | Молдова                        | 8:0                            | —                              | Чемпионат мира 2022 (отбор)    |
| 4                              | 31 марта 2021                  | Австрия                        | 4:0                            | —                              | Чемпионат мира 2022 (отбор)    |
| 5                              | 17 июня 2021                   | Бельгия                        | 1:2                            | —                              | Чемпионат Европы 2020          |
| 6                              | 21 июня 2021                   | Россия                         | 4:1                            | —                              | Чемпионат Европы 2020          |
| 7                              | 26 июня 2021                   | Уэльс                          | 4:0                            | —                              | Чемпионат Европы 2020          |
| 8                              | 3 июля 2021                    | Чехия                          | 2:1                            | —                              | Чемпионат Европы 2020          |
| 9                              | 7 июля 2021                    | Англия                         | 1:2                            | —                              | Чемпионат Европы 2020          |
| 10                             | 1 сентября 2021                | Шотландия                      | 2:0                            | —                              | Чемпионат мира 2022 (отбор)    |
| 11                             | 4 сентября 2021                | Фарерские острова              | 1:0                            | —                              | Чемпионат мира 2022 (отбор)    |
| 12                             | 7 сентября 2021                | Израиль                        | 5:0                            | —                              | Чемпионат мира 2022 (отбор)    |
| 13                             | 9 октября 2021                 | Молдова                        | 4:0                            | 1                              | Чемпионат мира 2022 (отбор)    |
| 14                             | 12 октября 2021                | Австрия                        | 1:0                            | —                              | Чемпионат мира 2022 (отбор)    |
| 15                             | 12 ноября 2021                 | Фарерские острова              | 3:1                            | —                              | Чемпионат мира 2022 (отбор)    |
| 16                             | 26 марта 2022                  | Нидерланды                     | 2:4                            | —                              | Товарищеский матч              |
| 17                             | 29 марта 2022                  | Сербия                         | 3:0                            | —                              | Товарищеский матч              |
| 18                             | 26 ноября 2022                 | Франция                        | 1:2                            | —                              | Чемпионат мира 2022            |
| 19                             | 23 марта 2023                  | Финляндия                      | 3:1                            | —                              | Чемпионат Европы 2024 (отбор)  |
| 20                             | 26 марта 2023                  | Казахстан                      | 2:3                            | —                              | Чемпионат Европы 2024 (отбор)  |
| 21                             | 10 сентября 2023               | Финляндия                      | 1:0                            | —                              | Чемпионат Европы 2024 (отбор)  |
| 22                             | 14 октября 2023                | Казахстан                      | 3:1                            | —                              | Чемпионат Европы 2024 (отбор)  |
| 23                             | 17 октября 2023                | Сан-Марино                     | 2:1                            | —                              | Чемпионат Европы 2024 (отбор)  |
| 24                             | 17 ноября 2023                 | Словения                       | 2:1                            | —                              | Чемпионат Европы 2024 (отбор)  |

Итого: 24 матча / 1 гол; 18 побед, 1 ничья, 5 поражений.